# 黑龍 (張育)
黑龍（374年六月—九月）是十六国时期蜀人張育、杨光反對前秦起義自立的年号，共計4個月。

## 紀年對照表
| 黑龍 | 元年  |
| ---- | ----- |
| 西元 | 374年 |
| 干支 | 甲戌  |

## 同期存在的其他政權年號
- 中國
  - 宁康（373年－375年）：東晉—晉孝武帝司馬曜之年號
  - 咸安（372年－376年）：前凉—張天錫尊奉東晉之年號
  - 建元（365年－385年）：前秦—苻坚之年號
  - 建國（338年－376年）：代—拓跋什翼犍之年號

## 深入閱讀
- 李崇智. . 北京: 中華書局. 2004年12月. ISBN 7101025129.